# Tiếng Elam
Tiếng Elam là một ngôn ngữ đã biến mất, bản ngữ của người Elam. Nó hiện diện ở nơi ngày nay là miền tây nam Iran, trong quãng thời gian từ năm 2600-330 TCN. Những văn liệu tiếng Elam cuối cùng xuất hiện vào thời điểm Alexandros Đại đế xâm lược Đế quốc Achaemenes. Tiếng Elam thường được cho là một ngôn ngữ tách biệt, không liên quan đến ngôn ngữ nào về mặt phả hệ. Việc thiếu vắng ngôn ngữ liên quan làm việc giải dịch tiếng Elam gặp trở ngại.

## Chữ viết
Chữ hình nêm Elam, tiếp nhận từ chữ hình nêm Akkad, được dùng trong từ khoảng năm 2500 đến 331 TCN. Hệ chữ hình nêm Elam chủ yếu là một hệ âm tiết tự với 130 dấu tự và chỉ có vài từ phù từ chữ hình nêm Akkad, dù theo thời gian số lượng từ phù có tăng lên.

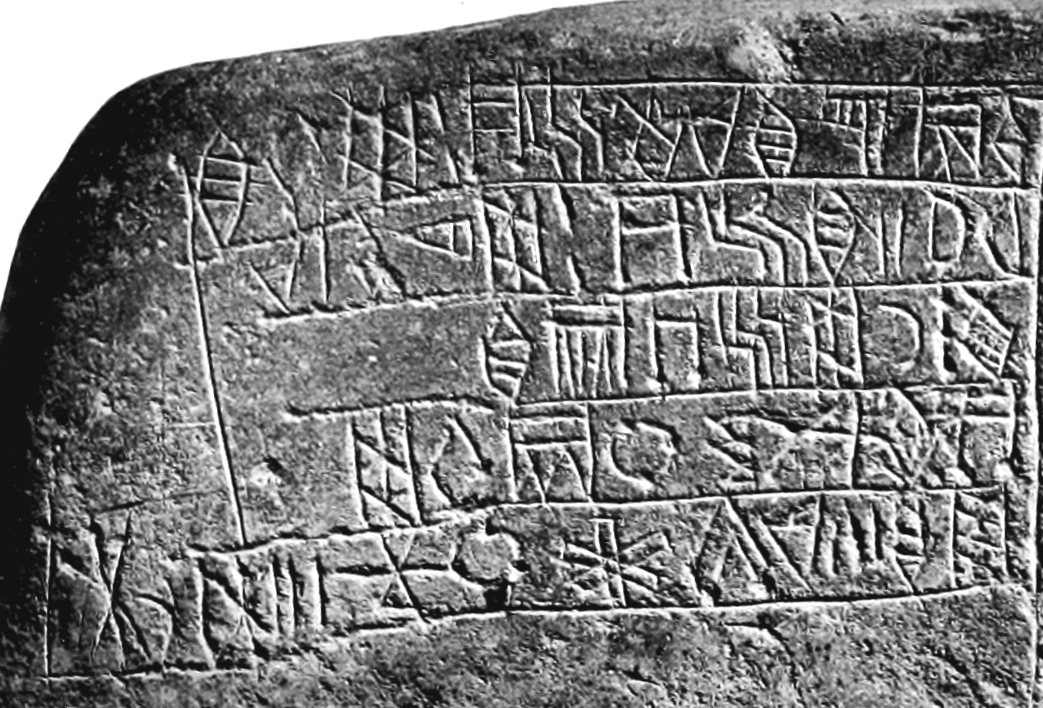
Bia ký chữ Elam dàn hàng của vua Kutik-Inshushinak, "Table du Lion", bảo tàng Louvre Sb 17.

Toàn bộ văn liệu chữ hình nêm Elam hiện có gồm 20.000 tấm bia ký cùng mãnh vụn. Đa số có niên đại thời Achaemenes, chủ yếu có nội dung về giao thương mua bán.
Khu vực Elam còn có hai hệ thống chữ nữa chưa được giải mã nhưng có lẽ dùng để ghi tiếng Elam:
- Chữ Elam nguyên thủy là hệ chữ viết cổ nhất toàn Iran. Nó được dùng trong một thời gian ngắn (khoảng 3100 – 2900 TCN); bia ký đất sét khắc chữ Elam nguyên thủy đã được khai quật ở nhiều địa điểm tại Iran. Nó có hơn 1.000 dấu tự và được cho là bắt nguồn từ một dạng chữ hình nêm cổ. Đây có lẽ là một hệ chữ từ phù.
- Chữ Elam dàn hàng xuất hiện trong một số văn bản tưởng niệm. Tuy có khi được cho là hệ chữ hậu duệ của chữ Elam nguyên thủy, đây là điều khó có thể chứng minh. Chữ Elam dàn hàng được dùng trong một khoảng thời gian ngắn, vào cuối thiên niên kỷ 3 TCN.

## Loại hình
Tiếng Elam là một ngôn ngữ chắp dính, với đặc trưng ngữ pháp là một hệ thống lớp danh từ phát triển. Danh từ động tính (animate) có chỉ tố khác nhau ở cả ngôi thứ nhất, thứ hai và thứ ba; đây là một đặc điểm khá hiếm gặp.

## Lịch sử

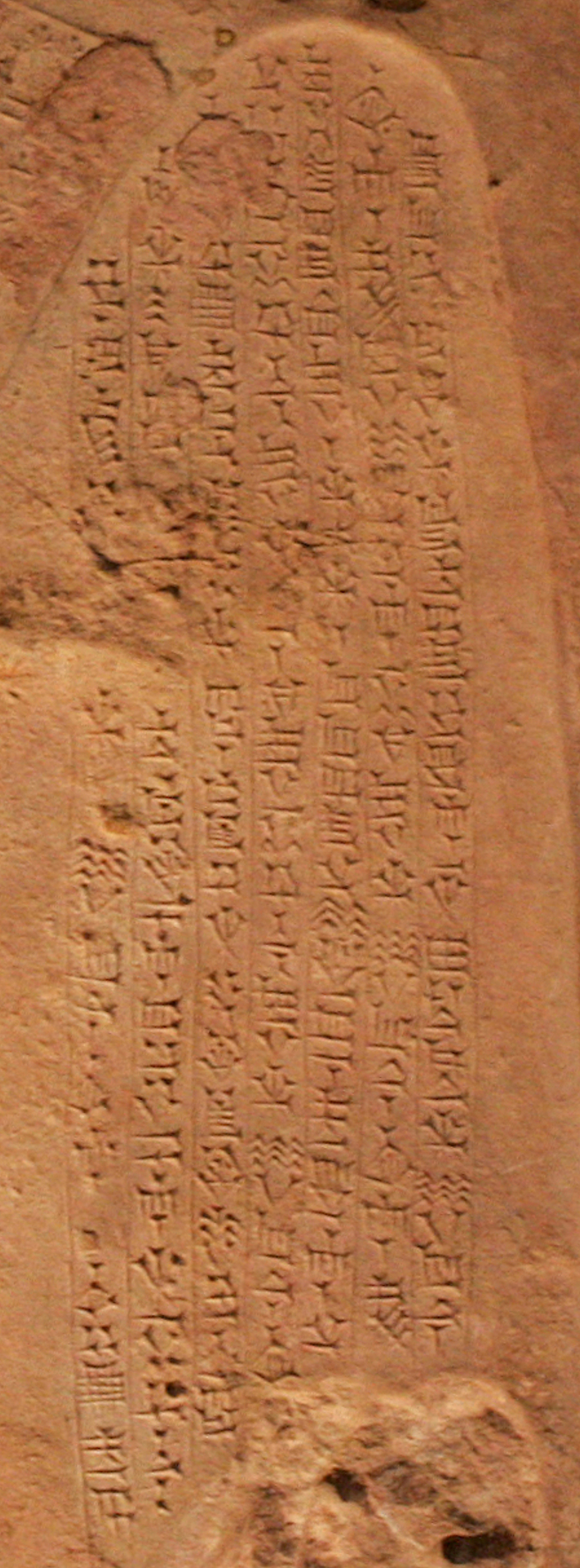
Chữ hình nêm Elam trên bia ký của Shutruk-Nahhunte viết, khoảng năm 1150 TCN, trên bia Naram-Sin.

Lịch sử tiếng Elam có thể được chia ra như sau:
- Tiếng Elam cổ (khoảng 2600–1500 TCN)
- Tiếng Elam trung đại (khoảng 1500–1000 TCN)
- Tiếng Tân Elam (1000–550 TCN)
- Tiếng Elam Achaemenes (550–330 TCN)

Tiếng Elam trung đại thường được nhìn nhận là giai đoạn tiếng Elam "cổ điển", dù tiếng Elam Achaemenes mới là dạng tiếng Elam có nhiều dữ liệu nhất. Tiếng Elam Achaemenes chịu ảnh hưởng đáng kể từ tiếng Ba Tư cổ và từng được dùng rộng rãi ở Đế quốc Achaemenes Ba Tư cho mục đích chính trị, hành chính. Văn liệu tiếng Elam cổ và tiếng Tân Elam thời đầu khá khan hiếm.

## Âm vị học
Vì giới hạn của chữ hình nêm Elam, đặc điểm âm vị học tiếng Elam vẫn còn nhiều khúc mắc.
Hệ thống phục âm tiếng Elam gồm chí ít ba âm tắc /p/, /t/, /k/, ba âm xuýt /s/, /ʃ/, /z/ (phát âm chính xác không chắc chắn), hai âm mũi /m/, /n/, hai âm nước /l/, /r/ và âm xát /h/ (/h/ biến mất vào thời kỳ Tân Elam). Một vài điểm trong phép chính tả có thể chỉ ra rằng từng sự phân biệt hai loạt âm tắc (/p/, /t/, /k/ phân biệt với /b/, /d/, /g/), nhưng nói chung sự phân biệt như vậy thường không được chỉ rõ.
Tiếng Elam chí ít từng có ba nguyên âm /a/, /i/, /u/. Nó có thể cũng có /e/, nhưng âm này (nếu nó tồn tại) không được biểu thị rõ ràng.
Gốc từ có dạng CV, (C)VC, (C)VCV, (hiếm khi cả) CVCCV (C: phụ âm, V: nguyên âm; C đầu tiên thường là âm mũi).